# Сатурн (премия, 1999)
25-я церемония награждения премии «Сатурн» за заслуги в области фантастики, фэнтези и фильмов ужасов за 1998 год состоялась 9 июня 1999 года, в США.

## Лауреаты и номинанты
Лауреаты указаны первыми, выделены жирным шрифтом и  отдельным цветом. 

### Награды для игрового кино
| Категория                                        | Лауреаты и номинанты                                                                            | Лауреаты и номинанты                                                                                 |
| ------------------------------------------------ | ----------------------------------------------------------------------------------------------- | --- |
| Лучший научно-фантастический фильм               | • Армагеддон / Armageddon                                                                       | • Армагеддон / Armageddon                                                                            |
| Лучший научно-фантастический фильм               | • Тёмный город / Dark City                                                                      | |
| Лучший научно-фантастический фильм               | • Столкновение с бездной / Deep Impact                                                          | |
| Лучший научно-фантастический фильм               | • Затерянные в космосе / Lost in Space                                                          | |
| Лучший научно-фантастический фильм               | • Звёздный путь: Восстание / Star Trek: Insurrection                                            | |
| Лучший научно-фантастический фильм               | • Секретные материалы: Борьба за будущее / The X-Files                                          | |
| Лучший фильм-фэнтези                             | • Шоу Трумана / The Truman Show                                                                 | • Шоу Трумана / The Truman Show                                                                      |
| Лучший фильм-фэнтези                             | • Бэйб: Поросёнок в городе / Babe: Pig in the City                                              | |
| Лучший фильм-фэнтези                             | • Приключения Флика (м/ф) / A Bug’s Life                                                        | |
| Лучший фильм-фэнтези                             | • Город ангелов / City of Angels                                                                | |
| Лучший фильм-фэнтези                             | • Годзилла / Godzilla                                                                           | |
| Лучший фильм-фэнтези                             | • Плезантвиль / Pleasantville                                                                   | |
| Лучший фильм ужасов                              | • Способный ученик / Apt Pupil                                                                  | • Способный ученик / Apt Pupil                                                                       |
| Лучший фильм ужасов                              | • Блэйд / Blade                                                                                 | |
| Лучший фильм ужасов                              | • Невеста Чаки / Bride of Chucky                                                                | |
| Лучший фильм ужасов                              | • Факультет / The Faculty                                                                       | |
| Лучший фильм ужасов                              | • Хеллоуин: 20 лет спустя / Halloween H20: 20 Years Later                                       | |
| Лучший фильм ужасов                              | • Вампиры / Vampires                                                                            | |
| Лучший приключенческий фильм, боевик или триллер | • Спасти рядового Райана / Saving Private Ryan                                                  | • Спасти рядового Райана / Saving Private Ryan                                                       |
| Лучший приключенческий фильм, боевик или триллер | • Маска Зорро / The Mask of Zorro                                                               | |
| Лучший приключенческий фильм, боевик или триллер | • Переговорщик / The Negotiator                                                                 | |
| Лучший приключенческий фильм, боевик или триллер | • Принц Египта (м/ф) / The Prince of Egypt                                                      | |
| Лучший приключенческий фильм, боевик или триллер | • Ронин / Ronin                                                                                 | |
| Лучший приключенческий фильм, боевик или триллер | • Простой план / A Simple Plan                                                                  | |
| Лучший киноактёр                                 |                                                                                                 | • Джеймс Вудс — «Вампиры» (за роль Джека Кроу)                                                       |
| Лучший киноактёр                                 | • Джим Керри — «Шоу Трумана» (за роль Трумана Бёрбанка)                                         | |
| Лучший киноактёр                                 | • Дэвид Духовны — «Секретные материалы: Борьба за будущее» (за роль агента ФБР Фокса Малдера)   | |
| Лучший киноактёр                                 | • Энтони Хопкинс — «Знакомьтесь, Джо Блэк» (за роль Уильяма Пэрриша)                            | |
| Лучший киноактёр                                 | • Эдвард Нортон — «Американская история Икс» (за роль Дерека Виньярда)                          | |
| Лучший киноактёр                                 | • Брюс Уиллис — «Армагеддон» (за роль Гарри Стэмпера)                                           | |
| Лучшая киноактриса                               |                                                                                                 | • Дрю Бэрримор — «История вечной любви» (за роль Даниэллы Де Барбарак)                               |
| Лучшая киноактриса                               | • Джиллиан Андерсон — «Секретные материалы: Борьба за будущее» (за роль агента ФБР Даны Скалли) | |
| Лучшая киноактриса                               | • Джейми Ли Кёртис — «Хеллоуин: 20 лет спустя» (за роль Лори Строуд / Кэри Тэйт)                | |
| Лучшая киноактриса                               | • Мег Райан — «Город ангелов» (за роль доктора Мэгги Райс)                                      | |
| Лучшая киноактриса                               | • Дженнифер Тилли — «Невеста Чаки» (за роль Тиффани)                                            | |
| Лучшая киноактриса                               | • Кэтрин Зета-Джонс — «Маска Зорро» (за роль Елены Монтеро/Мерриета)                            | |
| Лучший киноактёр второго плана                   |                                                                                                 | • Иэн Маккеллен — «Способный ученик» (за роль Курта Дюссандера / Артура Денкера)                     |
| Лучший киноактёр второго плана                   | • Бен Аффлек — «Армагеддон» (за роль Эй Джей Фроста)                                            | |
| Лучший киноактёр второго плана                   | • Деннис Франц — «Город ангелов» (за роль Натаниэля Мессинджера)                                | |
| Лучший киноактёр второго плана                   | • Гэри Олдмен — «Затерянные в космосе» (за роль доктора Захари Смита)                           | |
| Лучший киноактёр второго плана                   | • Билли Боб Торнтон — «Простой план» (за роль Джейкоба Митчелла)                                | |
| Лучший киноактёр второго плана                   | • Эд Харрис — «Шоу Трумана» (за роль Кристофа)                                                  | |
| Лучшая киноактриса второго плана                 | Джоан Аллен                                                                                     | • Джоан Аллен — «Плезантвиль» (за роль Бетти Паркер)                                                 |
| Лучшая киноактриса второго плана                 | Джоан Аллен                                                                                     | • Клэр Форлани — «Знакомьтесь, Джо Блэк» (за роль Сьюзан Перриш)                                     |
| Лучшая киноактриса второго плана                 | Джоан Аллен                                                                                     | • Энн Хеч — «Психо» (за роль Мэрион Крэйн)                                                           |
| Лучшая киноактриса второго плана                 | Джоан Аллен                                                                                     | • Анжелика Хьюстон — «История вечной любви» (за роль баронессы Родмиллы Де Гент)                     |
| Лучшая киноактриса второго плана                 | Джоан Аллен                                                                                     | • Шарлиз Терон — «Могучий Джо Янг» (за роль Джилл Янг)                                               |
| Лучшая киноактриса второго плана                 | Джоан Аллен                                                                                     | • Шерил Ли — «Вампиры» (за роль Катрины)                                                             |
| Лучший молодой актёр или актриса                 | Тоби Магуайр                                                                                    | • Тоби Магуайр — «Плезантвиль» (за роль Дэвида Вагнера / Бада Паркера)                               |
| Лучший молодой актёр или актриса                 | Тоби Магуайр                                                                                    | • Брэд Ренфро — «Способный ученик» (за роль Тодда Боудена)                                           |
| Лучший молодой актёр или актриса                 | Тоби Магуайр                                                                                    | • Кэти Холмс — «Непристойное поведение» (за роль Рэйчел Вагнер)                                      |
| Лучший молодой актёр или актриса                 | Тоби Магуайр                                                                                    | • Джош Хартнетт — «Факультет» (за роль Зика Тайлера)                                                 |
| Лучший молодой актёр или актриса                 | Тоби Магуайр                                                                                    | • Джек Джонсон — «Затерянные в космосе» (за роль Уилла Робинсона)                                    |
| Лучший молодой актёр или актриса                 | Тоби Магуайр                                                                                    | • Алисия Уитт — «Городские легенды» (за роль Натали Саймон)                                          |
| Лучшая режиссура                                 |                                                                                                 | • Майкл Бэй за фильм «Армагеддон»                                                                    |
| Лучшая режиссура                                 | • Роб Боуман — «Секретные материалы: Борьба за будущее»                                         | |
| Лучшая режиссура                                 | • Роланд Эммерих — «Годзилла»                                                                   | |
| Лучшая режиссура                                 | • Алекс Пройас — «Тёмный город»                                                                 | |
| Лучшая режиссура                                 | • Брайан Сингер — «Способный ученик»                                                            | |
| Лучшая режиссура                                 | • Питер Уир — «Шоу Трумана»                                                                     | |
| Лучший сценарий                                  |                                                                                                 | • Эндрю Никкол — «Шоу Трумана»                                                                       |
| Лучший сценарий                                  | • Брэндон Бойс — «Способный ученик»                                                             | |
| Лучший сценарий                                  | • Дон Манчини — «Невеста Чаки»                                                                  | |
| Лучший сценарий                                  | • Алекс Пройас, Лем Доббс и Дэвид С. Гойер — «Тёмный город»                                     | |
| Лучший сценарий                                  | • Гэри Росс — «Плезантвиль»                                                                     | |
| Лучший сценарий                                  | • Джозеф Стефано — «Психо»                                                                      | |
| Лучшая музыка                                    |                                                                                                 | • Джон Карпентер за музыку к фильму «Вампиры»                                                        |
| Лучшая музыка                                    | • Джордж С. Клинтон — «Дикость»                                                                 | |
| Лучшая музыка                                    | • Джордж Фентон — «История вечной любви»                                                        | |
| Лучшая музыка                                    | • Томас Ньюман — «Знакомьтесь, Джо Блэк»                                                        | |
| Лучшая музыка                                    | • Тревор Рэбин — «Армагеддон»                                                                   | |
| Лучшая музыка                                    | • Ханс Циммер — «Принц Египта»                                                                  | |
| Лучшие костюмы                                   | • Дженни Беван — «История вечной любви»                                                         | • Дженни Беван — «История вечной любви»                                                              |
| Лучшие костюмы                                   | • Вин Бёрнэм, Роберт Белл, Джилли Хебден — «Затерянные в космосе»                               | |
| Лучшие костюмы                                   | • Майкл Каплан, Магали Гвидаси — «Армагеддон»                                                   | |
| Лучшие костюмы                                   | • Лиз Кеог — «Тёмный город»                                                                     | |
| Лучшие костюмы                                   | • Джудианна Маковски — «Плезантвиль»                                                            | |
| Лучшие костюмы                                   | • Грасиела Мазон — «Маска Зорро»                                                                | |
| Лучший грим                                      | Грегори Никотеро                                                                                | • Роберт Куртцман, Грегори Никотеро, Ховард Бергер — «Вампиры»                                       |
| Лучший грим                                      | Грегори Никотеро                                                                                | • Грег Кэнном, Майкл Жермен — «Блэйд»                                                                |
| Лучший грим                                      | Грегори Никотеро                                                                                | • Алек Гиллис, Том Вудрафф мл., Майкл Миллс, Грег Нельсон — «Секретные материалы: Борьба за будущее» |
| Лучший грим                                      | Грегори Никотеро                                                                                | • Боб МакКэррон, Лесли Вандерволт, Линн Уилер — «Тёмный город»                                       |
| Лучший грим                                      | Грегори Никотеро                                                                                | • Питер Робб-Кинг — «Затерянные в космосе»                                                           |
| Лучший грим                                      | Грегори Никотеро                                                                                | • Майкл Вестмор — «Звёздный путь: Восстание»                                                         |
| Лучшие спецэффекты                               | • Фолькер Энгель, Патрик Татопулос, Карен Э Гулекас, Клэй Пинни — «Годзилла»                    | • Фолькер Энгель, Патрик Татопулос, Карен Э Гулекас, Клэй Пинни — «Годзилла»                         |
| Лучшие спецэффекты                               | • Рик Бейкер, Хойт Йетмен, Аллен Холл, Джим Митчел — «Могучий Джо Янг»                          | |
| Лучшие спецэффекты                               | • Энгус Бикертон — «Затерянные в космосе»                                                       | |
| Лучшие спецэффекты                               | • Роджер Гайетт, Стефан Фангмейер, Нил Корбоулд — «Спасти рядового Райана»                      | |
| Лучшие спецэффекты                               | • Эндрю Мэйсон, Мара Брайан, Питер Дойл, Том Дейвис — «Тёмный город»                            | |
| Лучшие спецэффекты                               | • Пэт МакКланг, Ричард Р. Гувер, Джон Фрэзиер — «Армагеддон»                                    | |

### Телевизионные награды
| Категория                                                                                    | Лауреаты и номинанты                                                                    | Лауреаты и номинанты                                                              |
| -------------------------------------------------------------------------------------------- | --------------------------------------------------------------------------------------- | --------------------------------------------------------------------------------- |
| Лучший телесериал, сделанный для эфирного телевидения (Best Genre Network Series)            | • Секретные материалы / The X-Files                                                     | • Секретные материалы / The X-Files                                               |
| Лучший телесериал, сделанный для эфирного телевидения (Best Genre Network Series)            | • Баффи — истребительница вампиров / Buffy the Vampire Slayer                           |                                                                                   |
| Лучший телесериал, сделанный для эфирного телевидения (Best Genre Network Series)            | • Зачарованные / Charmed                                                                |                                                                                   |
| Лучший телесериал, сделанный для эфирного телевидения (Best Genre Network Series)            | • Семь дней / Seven Days                                                                |                                                                                   |
| Лучший телесериал, сделанный для эфирного телевидения (Best Genre Network Series)            | • Симпсоны / The Simpsons                                                               |                                                                                   |
| Лучший телесериал, сделанный для эфирного телевидения (Best Genre Network Series)            | • Звёздный путь: Вояджер / Star Trek: Voyager                                           |                                                                                   |
| Лучший телесериал, сделанный для кабельного телевидения (Best Genre Cable/Syndicated Series) | • Вавилон-5 / Babylon 5                                                                 | • Вавилон-5 / Babylon 5                                                           |
| Лучший телесериал, сделанный для кабельного телевидения (Best Genre Cable/Syndicated Series) | • За гранью возможного / The Outer Limits                                               |                                                                                   |
| Лучший телесериал, сделанный для кабельного телевидения (Best Genre Cable/Syndicated Series) | • Пси Фактор: Хроники паранормальных явлений / PSI Factor: Chronicles of the Paranormal |                                                                                   |
| Лучший телесериал, сделанный для кабельного телевидения (Best Genre Cable/Syndicated Series) | • Скользящие / Sliders                                                                  |                                                                                   |
| Лучший телесериал, сделанный для кабельного телевидения (Best Genre Cable/Syndicated Series) | • Звёздный путь: Глубокий космос 9 / Star Trek: Deep Space Nine                         |                                                                                   |
| Лучший телесериал, сделанный для кабельного телевидения (Best Genre Cable/Syndicated Series) | • Звёздные врата: SG-1 / Stargate SG-1                                                  |                                                                                   |
| Лучшая телепостановка (Best Single Genre Television Presentation)                            | Награда не присуждалась                                                                 | Награда не присуждалась                                                           |
| Лучший телеактёр (Best Genre TV Actor)                                                       |                                                                                         | • Ричард Дин Андерсон — «Звёздные врата: SG-1» (за роль полковника Джека О’Нилла) |
| Лучший телеактёр (Best Genre TV Actor)                                                       | • Николас Брендон — «Баффи — истребительница вампиров» (за роль Ксандера Харриса)       |                                                                                   |
| Лучший телеактёр (Best Genre TV Actor)                                                       | • Брюс Бокслейтнер — «Вавилон-5» (за роль президента Джона Шеридана)                    |                                                                                   |
| Лучший телеактёр (Best Genre TV Actor)                                                       | • Дэвид Духовны — «Секретные материалы» (за роль агента ФБР Фокса Малдера)              |                                                                                   |
| Лучший телеактёр (Best Genre TV Actor)                                                       | • Лэнс Хенриксен — «Тысячелетие» (за роль Фрэнка Блэка)                                 |                                                                                   |
| Лучший телеактёр (Best Genre TV Actor)                                                       | • Джонатан ЛаПалья — «Семь дней» (за роль лейтенанта Фрэнка Паркера)                    |                                                                                   |
| Лучшая телеактриса (Best Genre TV Actress)                                                   |                                                                                         | • Сара Мишель Геллар — «Баффи — истребительница вампиров» (за роль Баффи Саммерс) |
| Лучшая телеактриса (Best Genre TV Actress)                                                   | • Джиллиан Андерсон — «Секретные материалы» (за роль агента ФБР Даны Скалли)            |                                                                                   |
| Лучшая телеактриса (Best Genre TV Actress)                                                   | • Клаудия Кристиан — «Вавилон-5» (за роль коммандера / генерала Сьюзен Ивановой)        |                                                                                   |
| Лучшая телеактриса (Best Genre TV Actress)                                                   | • Шеннен Доэрти — «Зачарованные» (за роль Прю Холливелл)                                |                                                                                   |
| Лучшая телеактриса (Best Genre TV Actress)                                                   | • Кейт Малгрю — «Звёздный путь: Вояджер» (за роль капитана Кэтрин Джейнвэй)             |                                                                                   |
| Лучшая телеактриса (Best Genre TV Actress)                                                   | • Джери Райан — «Звёздный путь: Вояджер» (за роль Семь-из-девяти)                       |                                                                                   |

### Видео
| Лучшее видеоиздание (Best Home Video Release) | • От заката до рассвета 2: Кровавые деньги Техаса / From Dusk Till Dawn 2: Texas Blood Money |
| Лучшее видеоиздание (Best Home Video Release) | • Куб / Cube                                                                                 |
| Лучшее видеоиздание (Best Home Video Release) | • Гаттака / Gattaca                                                                          |
| Лучшее видеоиздание (Best Home Video Release) | • Легионер / Legionnaire                                                                     |
| Лучшее видеоиздание (Best Home Video Release) | • Ночной полёт / The Night Flier                                                             |
| Лучшее видеоиздание (Best Home Video Release) | • Урод / The Ugly                                                                            |

### Специальные награды
| Награда                                            | Лауреаты                       | Лауреаты                       |
| -------------------------------------------------- | ------------------------------ | ------------------------------ |
| Премия Джорджа Пала (George Pal Memorial Award)    | • Рэй Брэдбери                 | Рэй Брэдбери                   |
| Премия за достижения в карьере (Life Career Award) | • Джеймс Коберн                |                                |
| Премия за достижения в карьере (Life Career Award) | • Натан Юран                   |                                |
| Президентская премия (President’s Award)           | • Уильям Фридкин               |                                |
| Награда за заслуги (Service Award)                 | • Дэвид Шепард (film restorer) | • Дэвид Шепард (film restorer) |